# Gruppo ARAG
Il Gruppo ARAG è un gruppo assicurativo. ARAG è l'acronimo di “Allgemeine Rechtsschutz-Versicherungs-AG”. La sede centrale del Gruppo si trova a Düsseldorf-Mörsenbroich nell'ARAG-Tower.
Il Gruppo ARAG nel mondo ha circa 3500 collaboratori e nel 2014 ha registrato una raccolta premi di 1,65 miliardi di Euro. ARAG è la più grande azienda familiare nel settore assicurativo tedesco. Il Gruppo è inoltre uno dei principali assicuratori al mondo nel ramo Tutela Legale con un portafoglio di 3,9 milioni di polizze di cui 2,5 milioni relative alle Compagnie internazionali.

## Storia
Il Gruppo ARAG è stato fondato nel 1935 come compagnia operante nel ramo Tutela Legale sotto il nome di Deutsche Auto-Rechtsschutz-AG (DARAG) dall'imprenditore e avvocato di Düsseldorf Heinrich Faßbender. Con questa iniziativa imprenditoriale, Faßbender ha aperto le porte a un fruttuoso business il cui principio fondativo è: “Tutti i cittadini dovrebbero poter difendere i propri diritti, non solo quelli che se lo possono permettere economicamente.” In seguito all'espansione della Tutela Legale oltre i confini dell'assicurazione in ambito automobilistico (1949), la Compagnia estese il proprio business in altri segmenti del settore assicurativo e nel 1962 cominciò a diffondere nella vendita il concetto di Assicurazione Legale. Il Gruppo ARAG entrò nel mercato dell'assicurazione vita nel 1965 ed emise la sua prima polizza nel ramo "salute" nel 1985 dopo aver acquisito altre compagnie assicurative in quel segmento.
Queste Società hanno sede a Monaco di Baviera, la seconda sede tedesca del Gruppo. Le altre Compagnie operanti nel ramo Tutela Legale sono state acquisite nel corso degli anni. Il Gruppo ARAG oggi ha Società controllate in 16 Paesi. Nel 2001, ha inaugurato la nuova sede nella Torre ARAG di Düsseldorf-Mörsenbroich, un edificio disegnato da Lord Norman Foster e dallo Studio di architettura di Düsseldorf RKW Rhode Kellermann Wawrowsky. Principalmente a Düsseldorf, il Gruppo è stato per molti anni un attivo sponsor di numerosi club e associazioni.

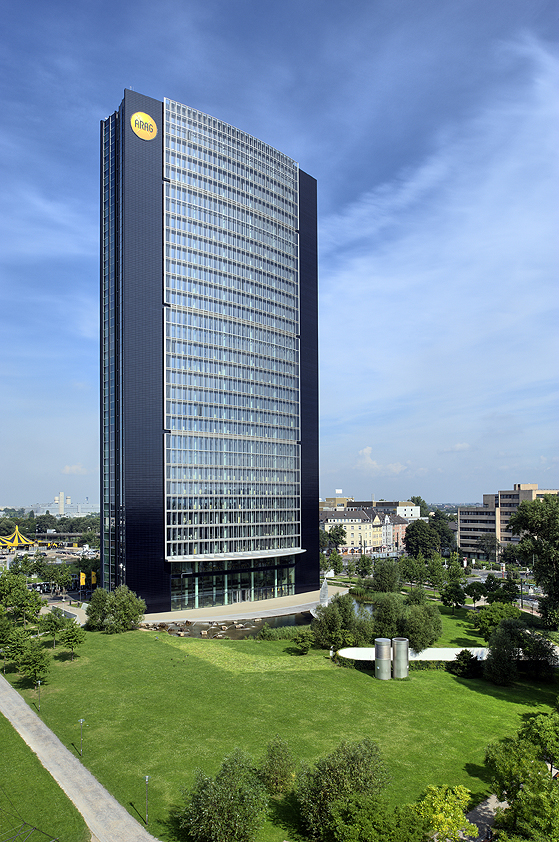
Sede ARAG a Düsseldorf

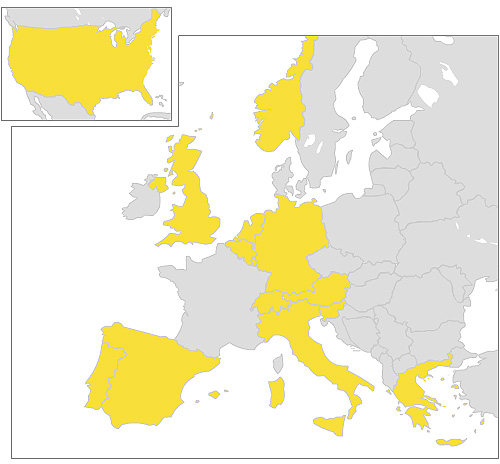
Il Gruppo ARAG ha società controllate in 15 Paesi Europei (Austria, Belgio,
Danimarca, Germania, Grecia, Italia, Lussemburgo, Norvegia, Paesi Bassi, Portogallo, Gran
Bretagna, Slovenia, Spagna, Svezia e Svizzera) e negli Stati Uniti d’America.

## Struttura del Gruppo ARAG
ARAG Allgemeine Rechtsschutz-Versicherungs-AG è la holding operativa per il Gruppo e gestisce il business assicurativo nel ramo Tutela Legale – in Germania e all'estero. Le compagnie specializzate nonché le società di servizi del Gruppo sono raggruppate sotto questa holding.
Paul-Otto Faßbender è il principale azionista del Gruppo ARAG e, come Presidente del Consiglio di Amministrazione, è responsabile per tutte le funzioni del Gruppo. È supportato da Renko Dirksen, Johannes Kathan, Matthias Maslaton, Werner Nicoll, Hanno Petersen e Joerg Schwarze, membri del C.d.A.. Le Compagnie assicurative collegate sono subordinate a questo gruppo dirigente.

## ARAG SE Rappresentanza Generale e Direzione per l'Italia
ARAG SE Rappresentanza Generale e Direzione per l'Italia è la Compagnia italiana del Gruppo ARAG, con sede a Verona fin dal 1965. Ha operato inizialmente con lo scopo di assistere gli assicurati tedeschi in transito in Italia, per lavoro o per turismo. In seguito ha sviluppato la sua attività nella vendita diretta, fino a diventare quello che oggi è: una Società che si avvale di una rete di intermediari, agenti e broker, estesa su tutto il territorio.
La Tutela Legale in Italia era un ramo assicurativo praticamente sconosciuto. Con una continua progressione, all'inizio soprattutto grazie ai prodotti per la circolazione stradale e a tutela della patente di guida, ARAG è riuscita a penetrare il mercato italiano offrendo le sue coperture che ben completavano l'assicurazione obbligatoria R.C. auto. In corrispondenza di un aumento della maturità del mercato, sono poi stati proposti prodotti di Tutela Legale per la famiglia e per le attività imprenditoriali. Oggi in questi quattro ambiti si sviluppano le polizze “base” del portafoglio della compagnia, cui si affiancano coperture specifiche per il medico, l'azienda agricola, il condominio e le associazioni.
ARAG presta la sua consulenza qualificata per la risoluzione di controversie attinenti all'ambito legale, in tutta Europa: dall'iniziale valutazione ed impostazione delle azioni da intraprendere, sino al pagamento della parcella dell'avvocato e alla liquidazione delle spese legali. In questo modo tutti gli assicurati, indipendentemente dall'impegno economico che la vertenza richiede, possono far valere con forza le proprie ragioni.
Nel 2014 ARAG SE Italia, che conta 140 dipendenti e ha raccolto premi per un totale di 99,9 milioni di euro, è leader del mercato italiano nel ramo Tutela Legale.